# Chaudefontaine, Marne

Chaudefontaine este o comună în departamentul Marne, Franța. În 2009 avea o populație de 323 de locuitori.